# 绫锦芦荟属
绫锦芦荟属（学名：Aristaloe）是来自南部非洲的阿福花科的一个属，是种常绿开花多年生植物。它的唯一物种是绫锦芦荟（Aristaloe aristata）。

## 命名和分类

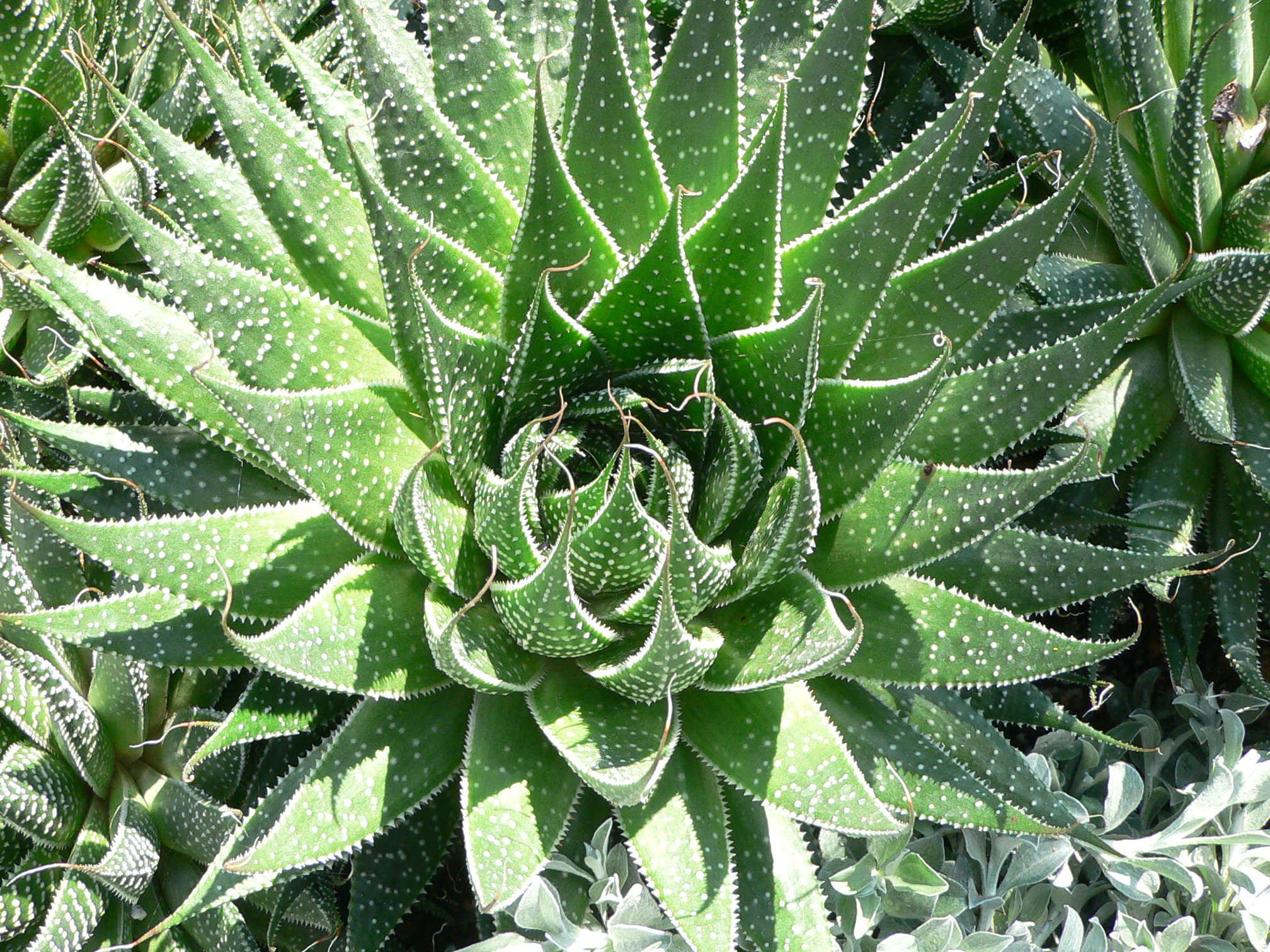
莲座状叶丛

该物种在当地被称为“serelei”（塞索托语“滑溜的”）或“langnaaldaalwyn”（南非荷兰语“莱西芦荟（lacey aloe）”）。在英语中，它通常被称为“lace aloe”（花边芦荟）或“guinea-fowl aloe”（珍珠鸡芦荟）。
该物种由阿德里安·哈迪·哈沃斯描述。它的种加词“aristata”来自拉丁语，意为“刚毛”或“有芒”，指的是叶子的花边边缘。它的属名具有相同的词源。最近的系统发育研究表明，芦荟属是个多系群，这种不寻常的物种实际上并不是芦荟，而是与松塔掌属和十二卷属的四种Robustipedunculares亚属的物种更密切相关。因此，它被分离成单独的属，绫锦芦荟属，以解释其独立的祖先和遗传独特性。

## 描述
它无茎、锯齿状且多肉。柔软多肉的叶子生长在莲座状叶丛中，呈密集的叠瓦状排列。叶子呈披针形，边缘有刚毛和长线状尖端。
它富含花蜜的管状橙色花朵很容易吸引鸟类、蜜蜂和黄蜂。不开花时，它与其他一些物种相似并经常混淆，例如Haworthiopsis fasciata。

## 分布
它原产于南非和莱索托。其自然分布范围从南非北开普省和东开普省的卡鲁地区，向东穿过自由邦和莱索托，一直延伸到夸祖鲁-纳塔尔省的边界。
在如此广泛的范围内，这种适应性强的小物种栖息在各种环境中，从干燥多沙的纳马卡鲁到莱索托的高草原和寒冷的山坡，以及夸祖鲁-纳塔尔省阴凉的森林山谷。

## 栽培
它通常作为园林植物在世界各地种植。它喜欢排水良好的土壤，但可以忍受一系列的降雨系统。由于适应寒冷的山顶，它还可以承受低至-7°C的温度。然而，在极寒的温带地区，它可能需要在室内或玻璃下种植，以便提供它一些热量。这种丛生的物种很容易产生大量的侧芽，可以将其分离并作为繁殖手段来种植。
它获得了皇家园艺学会的园艺功勋奖。